# Adolf Diekmann
 (octobre 2015).
Si vous disposez d'ouvrages ou d'articles de référence ou si vous connaissez des sites web de qualité traitant du thème abordé ici, merci de compléter l'article en donnant les références utiles à sa vérifiabilité et en les liant à la section « Notes et références ».
Pour les articles homonymes, voir Dickmann.
Adolf Diekmann, né le 18 décembre 1914 à Magdebourg et mort le 29 juin 1944 en Normandie, est un militaire allemand de la Seconde Guerre mondiale.
Sturmbannführer-SS, commandant du 1er bataillon du régiment Der Führer de la 2e division SS Das Reich, il est responsable du massacre d'Oradour-sur-Glane, où ont été assassinées 643 personnes (246 femmes, 207 enfants et 190 hommes).

## Biographie
Dans les rapports et écrits ultérieurs, Adolf Diekmann est souvent identifié à tort comme Otto Diekmann (ou Dickmann).
Avant le début de la guerre, il est conférencier à la SS-Junkerschule.
Adolf Diekmann et son unité commettent de nombreux massacres dans le Sud de la France, dont celui d'Oradour-sur-Glane en représailles de la disparition de son ami le plus proche, l'officier Helmut Kämpfe qui est envoyé à Guéret afin de soutenir les unités locales à la suite de la Libération de Guéret le 7 juin 1944 la situation avait été résolue par d'autres troupes allemandes de la Wehrmacht notamment le 121e division d'infanterie (Allemagne) parties de Montluçon qui, grâce à l'appui aérien, avaient repoussé la Résistance de Albert Fossey-François. Unité de Kämpfe sera responsable du Massacre de Combeauvert,,.[style à revoir]
En effet, lorsque la division SS découvrit que Kämpfe avait été enlevé,  par le maquis de Jean Canou appartenant au groupe de Georges Guingouin[style à revoir]. Depuis 1986 un menhir conçu par l'artiste Sanfourche à Moissannes rappelle la capture du major. Diekmann mena des troupes de la 3e compagnie, du 1er bataillon, du 4e régiment de grenadiers blindés SS et des membres de la milice dans une recherche brutale des environs. Deux hommes de la région ont été abattus à 2,4 km à l’est de Saint-Léonard-de-Noblat par des SS sous le commandement de Diekmann. apprendra que un autre officier Karl Gerlach officier d'ordonnance du bataillon de canons d'assaut de la division Das Reich et (son chauffeur qui fut tué)[style à revoir]. Son commandant, est Sylvester Stadler (à l'époque sous les ordres du régiment Der Führer), l'avait chargé d'assurer des logements pour la nuit aux hommes du bataillon avait été capturé à moins de dix kilomètres d’Oradour mais réussi à s'échapper et à rentrer au poste de commandement à Limoges. Diekmann est installé à l’Hôtel de la Gare, à Saint-Junien. Au cours de la matinée, du 10 juin Diekmann y réunit le lieutenant Joachim Kleist, de la Gestapo de Limoges aux ordres de August Meier, ainsi que quatre miliciens. Diekmann finit par atteindre la périphérie d’Oradour-sur-Glane le lieutenant Heinz Barth un des adjoints du capitaine Otto-Erich Kahn éxécutant de la mission avait remonté la colonne en criant de sa voiture : " Aujourd'hui, vous allez voir couler le sang". Il a dit à ses supérieurs qu’il avait ordonné à ses hommes de raser le village et de tuer les habitants (246 femmes, 207 enfants et 190 hommes, soit, au total 643 personnes victimes du massacre d'Oradour-sur-Glane) parce qu’il était devenu fou de rage après avoir trouvé le corps menotté de Kämpfe à l’intérieur d’une ambulance de campagne allemande avec les restes d’autres soldats allemands. Il croyait que le véhicule avait été incendié, brûlant vifs tout le monde à l’intérieur. Cela correspondait aux récits communiqués précédemment par les informateurs français. La compagnie quitte Nieul pour la Normandie,,,.
Diekmann fut traduit en cour martiale sur les instructions de son commandant, le général Sylvester Stadler. Les accusations ont été abandonnées après que Diekmann a été tué au combat d'un tir artillerie de char Sherman à la tête sur le front de Normandie près de Noyers-Bocage le 29 juin 1944. Les camarades de Diekmann ont déclaré qu’au moment où il a été tué, il ne semblait plus se soucier de savoir s’il vivait ou mourait. Il a quitté son bunker de commandement sans son casque lorsqu’un éclat d’obus lui a transpercé la tête. Certains de ses hommes ont dit que le poids des atrocités qu’il a commises à Oradour-sur-Glane lui pesait lourdement et que sa mort était en fait un suicide.
Il n'est donc pas jugé pour ses actes au procès de Bordeaux, destiné à statuer sur le sort des responsables du massacre d'Oradour. Ce procès débute le 12 janvier 1953 pendant lequel ne sera pas présent non plus le commandant des opérations Heinz Lammerding.
Sa tombe se trouve au cimetière allemand de La Cambe au Bloc 25, Rangée 4, Tombe 121.

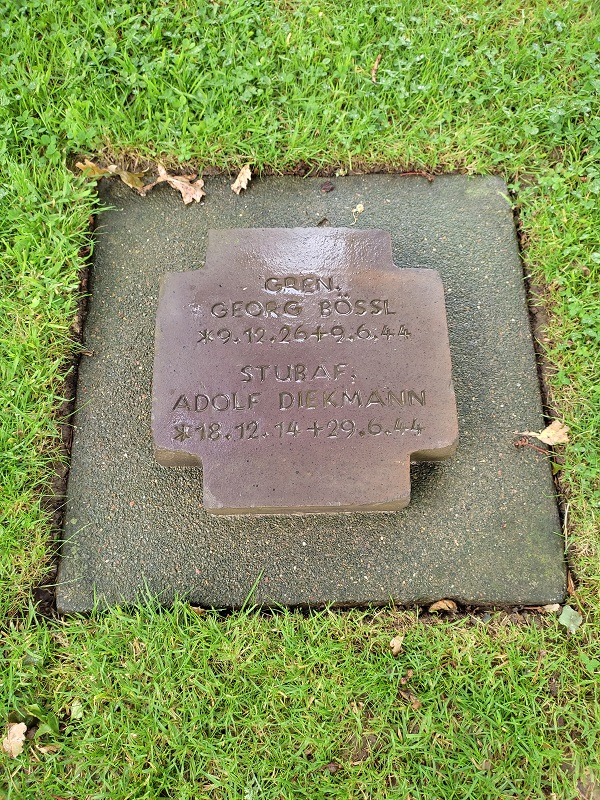
Pierre tombale d'Adolf Diekmann. Cimetière allemand de La Cambe, Normandie.